# Kosminskaya Fracture Zone
Kosminskaya Fracture Zone är en sprickzon i Antarktis. Den ligger i havet utanför Östantarktis. Argentina och Storbritannien gör anspråk på området.